# Gedson Fernandes
Gedson Carvalho Fernandes (São Tomé, 9 januari 1999) is een Portugees voetballer die doorgaans als centrale middenvelder speelt. Fernandes debuteerde in 2018 in het Portugees voetbalelftal.

## Clubcarrière
Fernandes speelde in de jeugd bij SC Frielas en Benfica. Op 10 augustus 2018 debuteerde hij in de Primeira Liga tegen Vitória Guimarães. 
Hij speelde de volledige wedstrijd, die Benfica met 3-2 won dankzij een hattrick van Pizzi. Hij kwam dat seizoen 22 competitiewedstrijden in actie, waarvan de helft in de basis.
Benfica verhuurde Fernandes in januari 2020 voor anderhalf jaar aan Tottenham Hotspur, dat daarbij een optie tot koop bedong.

## Clubstatistieken
| Seizoen | Club                | Competitie      | Competitie | Competitie | Competitie | Beker | Beker | Beker | Internationaal | Internationaal | Internationaal | Totaal | Totaal | Totaal |
| Seizoen | Club                | Competitie      | Wed.       | Dlp.       | Ass.       | Wed.  | Dlp.  | Ass.  | Wed.           | Dlp.           | Ass.           | Wed.   | Dlp.   | Ass.   |
| ------- | ------------------- | --------------- | ---------- | ---------- | ---------- | ----- | ----- | ----- | -------------- | -------------- | -------------- | ------ | ------ | ------ |
| 2016/17 | SL Benfica B        | Liga Portugal 2 | 9          | 0          | 1          | —     | —     | —     | —              | —              | —              | 9      | 0      | 1      |
| 2017/18 | SL Benfica B        | Liga Portugal 2 | 31         | 5          | 6          | —     | —     | —     | —              | —              | —              | 31     | 5      | 6      |
| 2018/19 | SL Benfica          | Liga Portugal   | 22         | 0          | 3          | 8     | 1     | 0     | 10             | 2              | 2              | 40     | 3      | 5      |
| 2019/20 | SL Benfica          | Liga Portugal   | 7          | 0          | 0          | 4     | 0     | 1     | 2              | 0              | 0              | 13     | 0      | 1      |
| 2019/20 | → Tottenham Hotspur | Premier League  | 7          | 0          | 0          | 3     | 0     | 0     | 2              | 0              | 0              | 12     | 0      | 0      |
| 2020/21 | → Tottenham Hotspur | Premier League  | 0          | 0          | 0          | 2     | 0     | 0     | —              | —              | —              | 2      | 0      | 0      |
| 2020/21 | → Galatasaray       | Süper Lig       | 17         | 0          | 3          | 1     | 1     | 0     | —              | —              | —              | 18     | 1      | 3      |
| 2021/22 | SL Benfica          | Liga Portugal   | 3          | 0          | 0          | 1     | 0     | 0     | 0              | 0              | 0              | 4      | 0      | 0      |
| 2021/22 | → Rizespor          | Süper Lig       | 11         | 3          | 3          | 0     | 0     | 0     | —              | —              | —              | 11     | 3      | 3      |
| 2022/23 | Beşiktaş            | Süper Lig       | 33         | 3          | 6          | 3     | 0     | 1     | —              | —              | —              | 36     | 3      | 7      |
| 2023/24 | Beşiktaş            | Süper Lig       | 29         | 3          | 3          | 6     | 0     | 1     | 10             | 0              | 2              | 45     | 3      | 6      |
| 2024/25 | Beşiktaş            | Süper Lig       | 34         | 7          | 1          | 5     | 0     | 1     | 10             | 5              | 1              | 49     | 12     | 3      |
| 2025/26 | Beşiktaş            | Süper Lig       | 0          | 0          | 0          | 0     | 0     | 0     | 1              | 0              | 0              | 1      | 0      | 0      |
| 2025/26 | Spartak Moskou      | Premjer-Liga    | 0          | 0          | 0          | 0     | 0     | 0     | —              | —              | —              | 0      | 0      | 0      |
| Totaal  | Totaal              | Totaal          | 203        | 21         | 26         | 33    | 2     | 4     | 35             | 7              | 5              | 271    | 30     | 35     |

Bijgewerkt tot en met 24 juli 2025.

## Interlandcarrière
Fernandes debuteerde op 6 september 2018 in het Portugees voetbalelftal, in een oefeninterland tegen Kroatië. Hij viel na 89 minuten in voor André Silva.

## Erelijst
| Competitie             | Aantal  | Jaren   |         |
| Benfica                | Benfica | Benfica | Benfica |
| ---------------------- | ------- | ------- | ------- |
| Kampioen Primeira Liga | 1x      | 2018/19 |         |
| Portugal –17           |         |         |         |
| Europees kampioen –17  | 1x      | 2016    |         |
| Beşiktaş               |         |         |         |
| Turkse voetbalbeker    | 1x      | 2023/24 |         |
| Turkse supercup        | 1x      | 2024    |         |